# Badenstraße 46 (Stralsund)

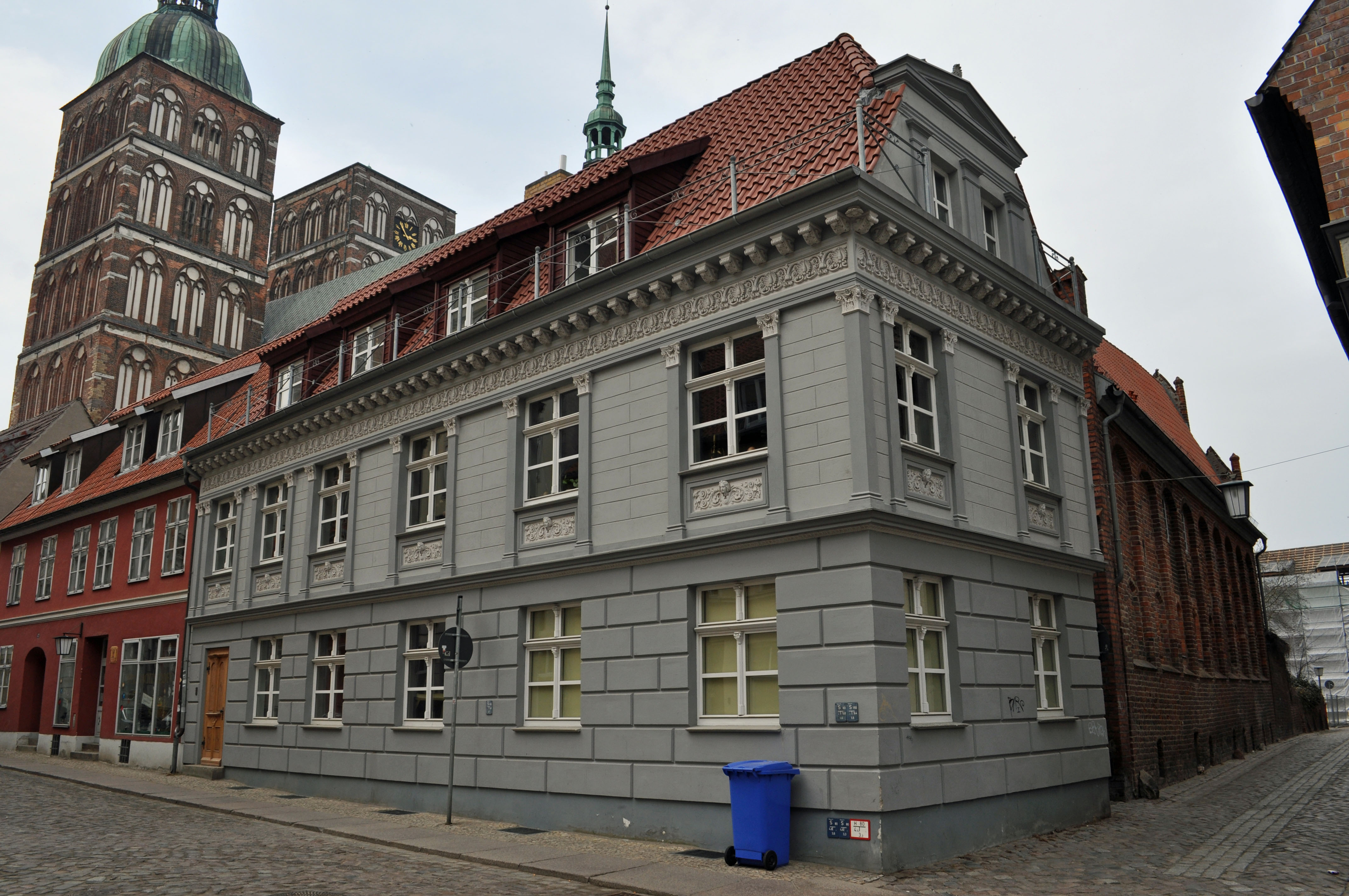
Das Haus Badernstraße 46 in Stralsund (2012)

Das Haus mit der postalischen Adresse Badenstraße 46 ist ein Gebäude in der Badenstraße in Stralsund, an der Ecke zur Bechermacherstraße, dessen Fassade unter Denkmalschutz steht.
Das zweigeschossige Traufenhaus wurde um 1870 errichtet. Wegen akuter Einsturzgefahr wurde das Gebäude Anfang der 1980er Jahre niedergelegt und neu errichtet. Die Fassadengliederung ist dem Original nachgebildet, dabei wurden die originalen Stuckelemente übertragen.
Das Gebäude liegt im Kerngebiet des von der UNESCO als Weltkulturerbe anerkannten Stadtgebietes des Kulturgutes „Historische Altstädte Stralsund und Wismar“. In die Liste der Baudenkmale in Stralsund ist seine Fassade unter der Nummer 72 eingetragen.